# Serhij Kuliš
Serhij Volodymyrovyč Kuliš (ukrajinsky Сергій Володимирович Куліш; * 17. dubna 1993 Čerkasy) je ukrajinský sportovní střelec, specialista na puškové disciplíny.
V roce 2006 obsadil druhé místo na soutěži olympijských nadějí v Plzni a o dva roky později debutoval v ukrajinské reprezentaci. Získal bronzovou medaili ve střelbě ze vzduchovky na Letních olympijských hrách mládeže 2010 a stříbrnou na juniorském mistrovství Evropy ve stejném roce. Stal se juniorským světovým rekordmanem a vícenásobným mistrem Ukrajiny ve střelbě. Vystudoval univerzitu v Kamenci Podolském a působí jako instruktor v kyjevském armádním sportovním centru CSK ZSU.
Zúčastnil se čtyř olympiád a získal dvě stříbrné medaile. V roce 2012 obsadil 14. místo v polohové malorážce, 18. místo ve střelbě ze vzduchové pušky a 49. místo v malorážce vleže. Na olympijských hrách v Riu roku 2016 získal stříbrnou medaili ve střelbě ze vzduchové pušky na 10 metrů, když ve finále nastřílel 204,6 bodu. Ve střelbě z malorážky byl na těchto hrách opět čtrnáctý. Na LOH 2020 postoupil ze šestého místa v kvalifikaci do finále malorážky, kde skončil osmý, ve střelbě ze vzduchové pušky skončil na 29. místě. Na olympiádě v roce 2024 si vystřílel stříbro v polohové malorážce na 50 metrů a ve střelbě ze vzduchovky obsadil 27. místo.
Na mistrovství Evropy ve sportovní střelbě v roce 2017 skončil Kuliš ve střelbě z malorážky na druhém místě za Jurijem Ščerbačevičem z Běloruska. V roce 2021 vyhrál v malorážce Prezidentský pohár ve Vratislavi. Rok nato se stal mistrem světa v malorážce jednotlivců a byl třetí v soutěži smíšených družstev. Na Evropských hrách 2023 obsadil s ukrajinským družstvem čtvrté místo po porážce s Rakouskem v medailovém rozstřelu. Vyhrál evropský šampionát ve vzduchové pušce družstev v roce 2024 a ve vzduchové pušce jednotlivců v roce 2025.
Je zasloužilým mistrem sportu a držitelem ukrajinského Řádu za zásluhy.